# Kinyongia fischeri
Kinyongia fischeri är en ödleart som beskrevs av  Reichenow 1887. Kinyongia fischeri ingår i släktet Kinyongia och familjen kameleonter.
Denna kameleont blir upp till 30 cm lång.
Utbredningsområdet ligger i kulliga landskap och bergstrakter i noröstra Tanzania upp till 1500 meter över havet. Kinyongia fischeri vistas i skogar och klättrar i trädens kronor.
Beståndet hotas i viss mån av landskapets omvadling till odlingsmark. Antagligen fångas några individer och hölls som terrariedjur. IUCN listar arten som nära hotad (NT).

## Underarter
Arten delas in i följande underarter:
- K. f. fischeri
- K. f. multituberculatus
- K. f. uluguruensis